# Klaus Marion

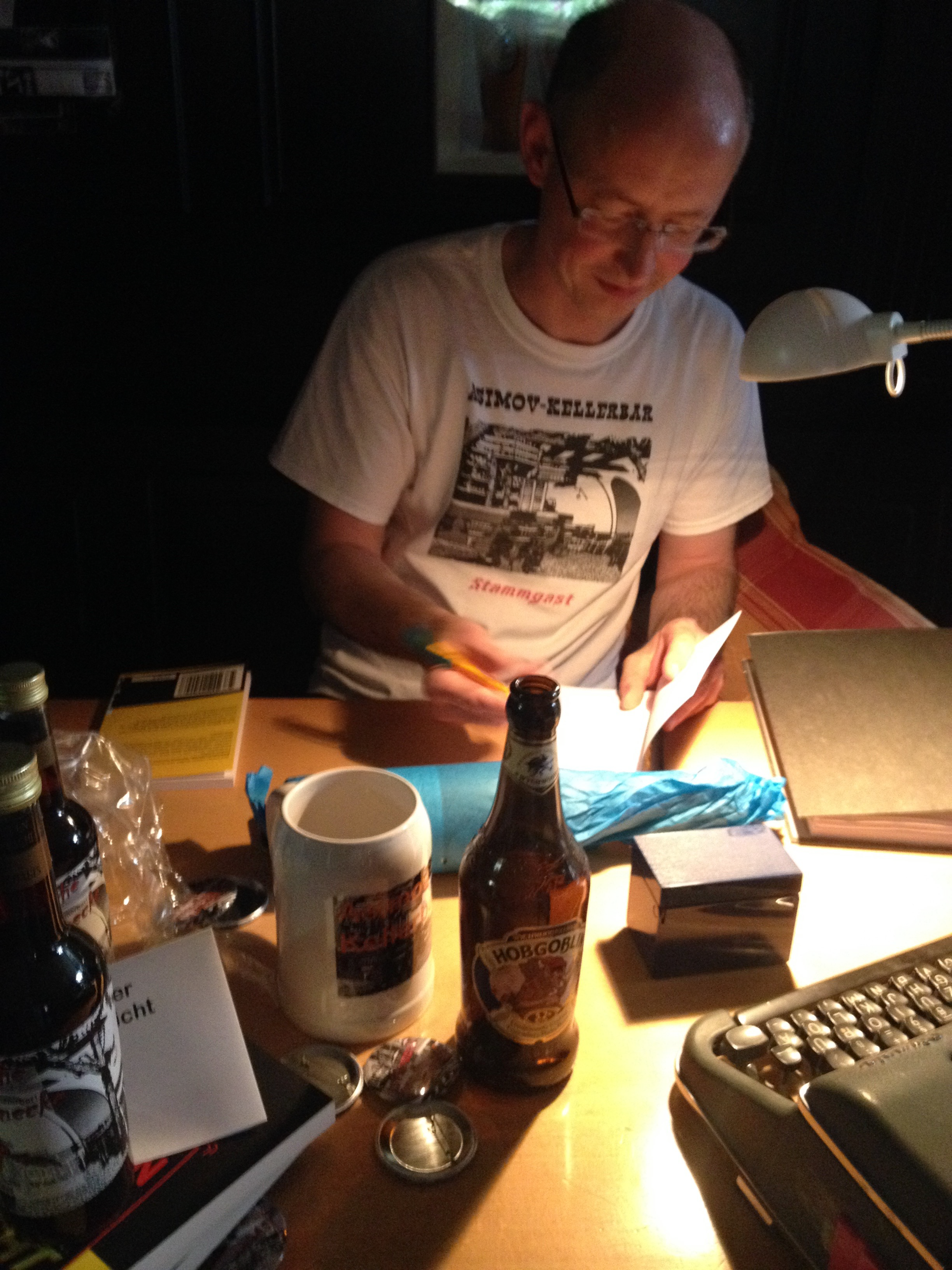
Klaus Marion 2016 auf den Grünstadter Science-Fiction-Tagen

Klaus Marion (* 23. Dezember 1962 in Bremen) ist ein deutscher Satiriker und Buchautor.
Er veröffentlicht Satiren in verschiedenen Magazinen. Es sind mehrere Bücher mit Sammlungen seiner Geschichten erschienen. Im Bereich der deutschen Science-Fiction wurde er mit den Satiren um die fiktionale Asimov-Kellerbar und ihren Wirt Rudi Gerstner bekannt.
Seine Nicht-SF-Satiren handeln von typischen und alltäglichen Ereignissen, in denen aktuelle Entwicklungen, menschliche Verhaltensmuster und der technische Fortschritt satirisch aufs Korn genommen werden.

## Leben
Klaus Marion ist verheiratet, hat zwei Kinder und arbeitete bis 2025 als IT-Manager in Eschborn bei Frankfurt.
Seine ersten Satiren schrieb er in seiner Schulzeit und veröffentlichte sie in der von ihm mitgegründeten Schülerzeitung. Seither schrieb er regelmäßig satirische Kurzgeschichten. Zuerst im Bereich der Deutschen Science Fiction Fan Szene, seit 1989 veröffentlicht er auch Non-SF-Satiren professionell für verschiedene Magazine. Inzwischen sind 7 Bücher mit Sammlungen seiner veröffentlichten Kurzgeschichten erschienen.

## Asimov-Kellerbar-Satiren (SF-Satiren)
Seit seiner Jugend schreibt Klaus Marion Satiren im Deutschen SF-Fandom. Die meisten seiner Satiren spielen in der Asimov-Kellerbar, einer fiktiven Bar für Science-Fiction-Fans.

Die Satiren nehmen aktuelle Themen im Bereich der Science Fiction und Science Fiction Szene aufs Korn und kommentieren sie in Form von fiktiven Berichten des Autors über die Ereignisse in der Asimov-Keller-Bar. Dabei werden neben den fiktiven, immer wieder auftauchenden Charakteren auch real existierende deutsche SF-Autoren und Vertreter der deutschen Science-Fiction-Fan-Szene als fiktive Gäste in der Asimov-Keller-Bar beschrieben. 

In den Geschichten wiederkehrende Autoren sind z. B. Horst Hoffmann, Achim Mehnert, Michael Nagula oder Arndt Ellmer.
Der fiktive Kneipenwirt Rudolf 'Rudi' Gerstner ist die Figur, mit der im Zwiegespräch viele Themen aus dem Bereich der aktuellen Science-Fiction satirisch ad absurdum geführt werden.
Bestandteil jeder Satire ist auch die beiläufige Erwähnung eines speziellen SF-Drinks, deren Rezepte dann als Einschub in der Satire veröffentlicht werden.
Viele der Satiren erschienen in den Andromeda Nachrichten, dem Informationsmagazin des Science Fiction Club Deutschland e.V., in der Klaus Marion die Satirekolumne Zerrspiegel verfasst. Die Satiren sind in den Büchern Geschichten aus der Asimov-Kellerbar sowie Kein Raumhelm an der Bar – Neues aus der Asimov-Kellerbar veröffentlicht, zu denen Klaus N. Frick und Horst Hoffman Nachworte geschrieben haben.
Anfang Oktober 2025 soll der dritte Sammelband Zentauren erlaubt! - Neues aus der Asimov-Kellerbar mit einem Nachwort von Sylvana Freyberg erscheinen.

## VorSicht-Satiren
Im regionalen Veranstaltungs- und Kulturmagazin VorSicht veröffentlicht Marion seit 1987 jeden Monat eine Satire. Von diesen Satiren, die auch regionale und politische Themen aufgreifen, sind (Stand 2024) über 430 Satiren veröffentlicht worden.
Behandelte Themen sind neben den allgemeinen menschlichen Schwächen der Umgang mit aktuellen Themen und Entwicklungen.
In den typischerweise  6000 bis 7000 Anschläge umfassenden Geschichten tauchen wiederkehrende fiktive Gestalten auf. So auch hier die Person des Rudi Gerstners ("Rudi"), der sich immer wieder bemüht, eine berufliche Einnahmequelle zu finden und mit verschiedenen Ideen erfolglos versucht, Geschäfte zu machen.
Eine Auswahl der Satiren sind in vier Sammelbänden als Bücher erschienen.

## Wirtschafts-Satiren
Seit 2007 erscheinen im regionalen Mittelstandsmagazin Initiativ Marions Satiren zu verschiedenen Wirtschaftsthemen als eigenständige Kolumne. Dabei ist der Blickwinkel der Satire auf klein- und mittelständische Unternehmer oder Vorgesetzte in Unternehmen gerichtet. Ein immer wiederkehrendes Thema ist der Kampf des Kleinunternehmers mit den Widrigkeiten einer Geschäftswelt, die sich in gesetzlichen Anforderungen und Vorstellungen an der Welt der Großunternehmen orientiert. Diese Form der Wirtschaftssatire ist einmalig in Deutschland.
Inzwischen sind von den Wirtschaftssatiren über 50 Geschichten veröffentlicht worden. Eine Auswahl von Satiren ist als Buch erschienen.

## Schreibstil
Marions Schreibstil ist weniger einem polemischen Stil verhaftet, sondern mehr der satirischen Unterhaltung. Mittel sind dabei neben inhaltlicher Übertreibung  eine sprachlich gestelzt wirkende Form, wie sie auch für die Figuren von Vicco von Bülow alias Loriot oder des israelischen Satirikers Ephraim Kishon typisch waren.
Der Autor setzt seinen Schwerpunkt in die Funktion von Kritik und Unterhaltung und bedient sich dabei des Stilmittels der Komik und der Parodie. Er vermeidet Polemik und ist bestrebt, inhaltliche Kritik in einer versöhnlichen Form zu transportieren. Der Blickwinkel ist bürgerlich, der Figuren der Satiren sehen sich zumeist als bessere Durchschnittsbürger.
Schwerpunkt seiner Themen sind Alltagssituationen, in denen der Autor besonders menschliche Schwächen entlarvt.
Viele von Marions Satiren sind in Ich-Form geschrieben.

## Blog
Seit 2004 veröffentlicht Klaus Marion regelmäßig seine Satiren aus dem SF- und Nicht-SF-Bereich auf seinem Internet-Blog WoK (World of Klaus). Neben den Satiren werden dort auch Buchbesprechungen, Kommentare und seine Artikelserien ("100 besondere Bücher", "100 Kurzgeschichten") publiziert.

## Sonstige Veröffentlichungen
Marion veröffentlichte in verschiedenen weiteren Zeitschriften. Erwähnenswert sind die Satiren zu Themen junger Eltern, die in der Zeitschrift Mini & Co veröffentlicht wurden. Eine Auswahl der dort veröffentlichten Satiren findet sich auf der Webseite des Autors.

## Bücher
- Satiren aus 25 Jahren VorSicht,  Verlag Matthias Ess, Bad Kreuznach 2011, ISBN 978-3-935516-72-3
- Flasche leer,  Verlag Matthias Ess, Bad Kreuznach 2013, ISBN 978-3-935516-86-0
- Tanzen ist auch nur Terror,  Verlag Matthias Ess, Bad Kreuznach 2018, ISBN 978-3-945676-43-1
- Corona-Fieber (und ganz viele andere Geschichten),  Verlag Matthias Ess, Bad Kreuznach 2024, ISBN 978-3-945676-90-5
- Satiren aus der Wirtschaft,  Verlag Matthias Ess, Bad Kreuznach 2018, ISBN 978-3-945676-26-4
- Geschichten aus der Asimov-Kellerbar,  BoD, Bad Kreuznach 2012, ISBN 978-3-848204-00-7
- Kein Raumhelm an der Bar – Neues aus der Asimov-Kellerbar,  BoD, Bad Kreuznach 2014, ISBN 978-3-732244-29-4